# Gobititan shenzhouensis
Gobititan (Gobititan shenzhouensis, gr. "tità del Desert de Gobi") és un gènere representat per una única espècie de dinosaure sauròpode titanosàurid, que va viure a mitjan període Cretaci, fa aproximadament 96 milions d'anys, en el Cenomanià, en el que avui és Àsia. L'espècie tipus i única coneguda Gobititan shenzhouensis, va arribar a mesurar 10 metres de llarg i pesar 10 tones. La descripció es basa en restes parcials que d'acord amb vèrtebres caudals i un membre posterior esquerre que l'engloben dins els titanosauroïdeus basals.